# Anton Pein
Anton Pein (* 9. Mai 1967 in Klagenfurt) ist ein österreichischer Dartspieler. Er war der erste österreichische Teilnehmer bei einer PDC-Weltmeisterschaft.

## Werdegang
Zum Dartsport zog es ihn 1989, zu einer Zeit als elektronische Dartgeräte in Kärnten noch relativ neu waren und sich die ersten E-Dartvereine konstituierten. Sehr rasch etablierte er sich in diesem Milieu zu einer festen lokalen Größe und erkämpfte sich bereits in seiner ersten Spielsaison den Kärntner Mannschaftsmeistertitel. Bis Mitte der 90er Jahre stieg er zu einem der besten österreichischen E-Dartspieler auf und konnte auch erste internationale Erfolge verbuchen. Sein damaliges großes sportliches Ziel, die Erringung des Staatsmeistertitels im Herreneinzel blieb ihm aber noch versagt.
1995 entschloss sich Pein, nicht zuletzt wegen der besseren sportlichen Perspektiven auch verstärkt im internationalen Steeldartgeschehen einzugreifen. Große Erfolge gab es aber vorerst im E-Dart, wo er 1998 sowohl die Europameisterschaft im Herren-Einzel (EDU-Version) als auch die Weltmeisterschaft in der Mannschaft errang. Auch der langersehnte, nationale Herreneinzeltitel stellte sich in diesem Jahr ein.
Zu Beginn des neuen Jahrtausends reduzierte Pein sein E-Dartprogramm, um sich mehr auf Steeldart konzentrieren zu können. Dieser Schritt war vorerst mit einem leichten Karriereknick verbunden, ehe er 2005 mit dem Sieg bei den Austrian Open der World Darts Federation (WDF) auch hier Fuß fassen konnte. 2006 war das erfolgreichste Jahr von Anton Pein. Nach dem Gewinn von drei internationalen E-Dart-Meisterschaften konnte er etwas überraschend das Qualifikationsturnier für die PDC-Weltmeisterschaft in Geiselwind gewinnen, was er selbst als „bisherigen Karrierehöhepunkt“ bezeichnete. Damit qualifizierte er sich als erster Österreicher für das wohl bedeutendste Dartturnier der Welt und bescherte damit dem heimischen Dartsport ebenso erstmals eine wahrnehmbare Berichterstattung in den nationalen Medien. 2007 spielte Pein die Turnierserie der German Darts Corporation (GDC), die er auf Rang fünf beendete, was jedoch für eine neuerliche WM-Qualifikation nicht ausreichte. 
 Auch im Jahr 2008 bestritt er diese Turnierserie.
Anton Pein ist ledig und kinderlos.

## Erfolge (Auszug)
| 14 x | Kärntner Landesmeister              | Elektronik Dart |
| 1998 | Staatsmeister im Herren-Einzel      | Elektronik Dart |
| 5 x  | Europameister (Mannschaft & Einzel) | Elektronik Dart |
| 3 x  | EDU & FECS Ranking-Siege            | Elektronik Dart |
| 3 x  | Weltmeister (Doppel & Mannschaft)   | Elektronik Dart |
| 2005 | Sieger WDF-Austrian Open            | Steel Dart      |
| 2006 | Sieger GDC-WM-Qualifikationsturnier | Steel Dart      |

## Weltmeisterschaftsresultate
- 2007: 1. Runde (0:3-Niederlage gegen  Phil Taylor)